# 죽음의 미로
《죽음의 미로》(A Maze of Death)는 미국의 SF소설가 필립 K. 딕의 장편소설 작품이다. 1970년 첫 출간되었다. 이 소설은 외계 행성을 배경으로 한 우주 모험SF의 외형에 미스터리와 스릴러적인 요소를 더했다는 평을 받는다. 새로운 희망을 품고 우주의 각 행성에서 미개척 행성에 모인 14명의 사람들은 하지만 원인 불명의 기계 고장으로 외부와의 연락이 단절된 채 고립되고 만다. 이 14명을 대상으로 한 의문의 살인 사건이 발생한다. 그러던 중 이 행성이 지구라는 것이 밝혀진다. 등장인물들은 혼란을 겪고 이 세계 자체가 사실은 우주선의 무료함을 달래기 위해 만들어진 가상의 세계라는 것을 알게 된다. 유대교, 크리스트교, 이슬람교, 티베트 불교 등 기존 종교들을 결합한 작가 특유의 종교적 모티프가 부각된 작품이다.